# Бергуль (Северный район)
Бергуль — село в Северном районе Новосибирской области. Административный центр Бергульского сельсовета.

## География
Село расположено в 12 километрах к востоку от села Биаза, в 30 километрах к северо-востоку от Северного, на берегу реки Тары, на окраине Васюганских болот.
Название села, по всей видимости, образовано от слов бер (тюрк.) — один и гуль (тюрк.) — озеро. Несмотря на весьма убедительную версию, в окрестностях села нет ни одного озера.

## История
В конце XIX века в селе проживали мордва (мокшане). В 1903 году в селе поселились русские старообрядцы — переселенцы из западных губерний России (Виленская и Рижская губернии). Старообрядцы выбрали для проживания отдалённое место, чтобы сохранить свои культурные и религиозные традиции. Первыми поселившимися старообрядцами стали три семьи: Хохловы, Гнутовы и Ивановы. Постепенно мокша переселились в другие места, а потомки старообрядцев отошли от догматов своей веры.
Основано в 1900 г. В 1926 году состояло из 101 хозяйства, основное население — русские. Центр Бергульского сельсовета Биазинского района Барабинского округа Сибирского края.
В 1919 году в Бергуль прибыл русский писатель Павел Бажов, который принимал участие в Гражданской войне на стороне красных.

## Население
| 1926 | 2002 | 2007 | 2010 |
| ---- | ---- | ---- | ---- |
| 474  | ↘450 | ↘449 | ↘407 |

## Транспорт
Через село проходит дорога от Северного и Биазы к Верх-Тарскому нефтяному месторождению. Расстояние от села до Северного по дороге составляет 42 километра. В 2006 году представители комитета по транспорту и дорожному комплексу Новосибирского областного Совета депутатов оценили состояние дороги из Биазы в Бергуль как тяжёлое, которое позволяет проехать только на внедорожнике.
Из Северного в Бергуль три раза в неделю ходит рейсовый автобус.

## Достопримечательности
- Дом-музей П. П. Бажова — литературный и историко-краеведческий музей. Музей был открыт 20 января 1984 года Беловой Анной Максимовной. Оформлен дом-музей под малахит в стиле сказок Бажова. В музее хранятся 2000 экспонатов: предметы старинного быта, иконы, кости доисторических животных, найденных на территории Северного района, а также личные вещи писателя. Ежегодно в январе при праздновании дня рождения писателя (27 января) проводятся «бажовские дни», в течение которых организуются викторины, конкурсы рисунков и поделок по сказкам Бажова, конкурсы чтецов. Среднее количество посетителей — 1000 человек в год.[5][10]